# Renau
Renau é um município da Espanha na comarca de Tarragonès, província de Tarragona, comunidade autónoma da Catalunha. Tem 8,2 km² de área e em 2021 tinha 155 habitantes (densidade: 18,9 hab./km²).

## Demografia
| Variação demográfica do município entre 1991 e 2004 [carece de fontes?] | Variação demográfica do município entre 1991 e 2004 [carece de fontes?] | Variação demográfica do município entre 1991 e 2004 [carece de fontes?] | Variação demográfica do município entre 1991 e 2004 [carece de fontes?] |
| ----------------------------------------------------------------------- | ----------------------------------------------------------------------- | ----------------------------------------------------------------------- | ----------------------------------------------------------------------- |
| 1991                                                                    | 1996                                                                    | 2001                                                                    | 2004                                                                    |
| 63                                                                      | 54                                                                      | 58                                                                      | 91                                                                      |